# Alejandra Frausto Guerrero
Alejandra Frausto Guerrero, mehiška političarka in odvetnica; * 25. marec 1972, Ciudad de México, Mehika.
Od 1. decembra 2018 je mehiška sekretarka za kulturo v administraciji predsednika Andrésa Manuela Lópeza Obradorja. Njen položaj je ekvivalent ministru za kulturo v Sloveniji.

## Življenjepis
Fraustova je kot odvetnica diplomirala na Nacionalni avtonomni univerzi Mehike. Med letoma 2004 in 2006 je bila kulturna direktorica Univerze v samostanu Sor Juana. Leta 2018 je bila imenovana za vodjo sekretariata za kulturo v mandatu 2018 do 2024.